# Batalha de Alália
A batalha naval de Alalia ocorreu entre 540 a.C. e 535 a.C. na costa da Córsega entre gregos fóceos e a aliança cartaginesa-etrusca. A frota púnica-etrusca de 120 navios foi derrotada pela força naval dos emigrantes gregos no Mediterrâneo Ocidental e na colônia vizinha de Alália (agora Aléria), na ilha de Córsega.